# Mandera (stad)
Mandera is een Keniaanse stad in de provincie Kaskazini-Mashariki. Het ligt vlak bij Ethiopië en Somalië. De stad telt 30.433 inwoners (peildatum 1999). Volgens schattingen wonen er in 2005 38.140 mensen. De stad heeft een vliegveld, Mandera Airport, ongeveer 800 km ten noordoosten van Jomo Kenyatta International Airport in Nairobi.
De regio staat bekend om de vele stammen die tegen elkaar strijden. Gevechten tussen de Garrestam en de Murulestam hebben sinds december 2004 minstens honderd mensenlevens gekost.